# كرة مريشة
الكرة المُرَيَّشَة أو الشَّطْكُوك (بالإنجليزية: Shuttlecock)‏ هو قذيفة مريشة من الأسفل، محدبة من الأعلى، يتقاذفها اللاعبون بالمضارب.